# James A. Garfield
James Abram Garfield (Moreland Hills, 19 de novembro de 1831 – Washington, D.C., 19 de setembro de 1881) foi um advogado, professor e político norte-americano que serviu como 20.º Presidente dos Estados Unidos de março de 1881 até seu assassinato em setembro do mesmo ano. Garfield foi baleado por um assassino quatro meses após assumir a presidência e faleceu dois meses depois. Ele foi o único membro da Câmara dos Representantes ainda no cargo a ser eleito presidente.
Garfield nasceu na pobreza em uma cabana de toras e cresceu pobre em Nordeste de Ohio. Após se formar na Williams College, Garfield estudou direito e se tornou um advogado antes de se juntar ao Partido Republicano em 1857. Ele serviu como membro do senado estadual em Ohio de 1859 a 1861. Garfield se opôs à Confederação e serviu no Exército da União durante a Guerra de Secessão, lutando nas batalhas de Middle Creek, Shiloh e Chickamauga. Ele foi eleito para o Congresso em 1862 para representar o 19.º distrito de Ohio. Ao longo do serviço parlamentar de Garfield após a guerra, ele firmemente apoiou o padrão-ouro e ganhou a reputação de orador habilidoso. Ele inicialmente se bandeou com os Republicanos Radicais na questão da Reconstrução, mas mais tarde favoreceu uma abordagem moderada para a aplicação dos direitos civis para escravos libertos.
Na Convenção Nacional Republicana de 1880, os delegados escolheram Garfield, que não estava pretendendo concorrer para a Casa Branca, como um acordo entre as diferentes facções do partido. Na eleição presidencial de 1880, ele realizou uma campanha tímida e derrotou, por uma pequena margem, o candidato democrata Winfield Scott Hancock. As conquistas de Garfield como presidente incluiu o ressurgimento da autoridade presidencial contra um Senado cada vez mais poderoso, especialmente no controle do apontamento de pessoas para o gabinete do executivo. Ele também combateu a corrupção dentro dos Correios ao tentar coibir o sistema de espólios e apontou ainda um juiz para a Suprema Corte dos Estados Unidos. Ele reforçou os poderes da presidência quando desafiou o poderoso senador nova-iorquino Roscoe Conkling ao nomear William H. Robertson para o lucrativo posto de Coletor do Posto de Nova Iorque, começando um tumulto que terminou com a confirmação de Robertson e a renúncia de Conkling do Senado. Garfield ainda defendeu a introdução de novas tecnologias agrícolas, um eleitorado com mais acesso a educado e direitos civis para afro-americanos. Ele também propôs reformas substanciais do serviço público, que foram aprovadas no Congresso em 1883, mas só foram assinadas pelo sucessor de Garfield, Chester A. Arthur.
Em 2 de julho de 1881, Charles J. Guiteau, um desapontado e delirante advogado que queria ser funcionário público, atirou contra Garfield, com um revólver Bulldog, na estação de trem Baltimore & Potomac, em Washington D.C. O ferimento não foi inicialmente fatal, mas ele acabou falecendo em 19 de setembro de 1881, devido a uma infecção causada pelos médicos que o tentaram ajudar. Guiteau foi executado pelo assassinato em junho de 1882.

## Legado e visão histórica
Por alguns anos após seu assassinato, a história de vida de Garfield foi vista como um exemplo da história de sucesso norte-americana - que mesmo o menino mais pobre poderia um dia se tornar presidente dos Estados Unidos. Peskin escreveu: "Ao lamentar Garfield, os americanos não estavam apenas homenageando um presidente; eles estavam prestando homenagem a um homem cuja história de vida incorporava suas próprias aspirações mais queridas. À medida que a rivalidade entre Stalwarts e Half-Breeds desapareceu de cena no final da década de 1880 e depois, o mesmo aconteceu com as memórias de Garfield. Na década de 1890, os norte-americanos ficaram desiludidos com os políticos e procuraram inspiração em outros lugares, concentrando-se em industriais, líderes trabalhistas, cientistas e outros como seus heróis. Cada vez mais, o curto período de Garfield como presidente foi esquecido.